# Мола-ді-Барі
Мола-ді-Барі (італ. Mola di Bari) — муніципалітет в Італії, у регіоні Апулія, метрополійне місто Барі.
Мола-ді-Барі розташована на відстані близько 400 км на схід від Рима, 20 км на схід від Барі.
Населення — 25 834 особи (2014).
Покровитель — святий Михайло.

## Демографія
Населення за роками:

Станом на 1 січня 2023 року в муніципалітеті офіційно проживали 554 іноземці з 51 країни, серед них 99 громадян країн Євросоюзу та 11 громадян України.

## Сусідні муніципалітети
- Барі
- Конверсано
- Нойкаттаро
- Поліньяно-а-Маре
- Рутільяно